# Judita Češka
Judita Češka (češko Judita Přemyslovna, poljsko  Judyta Przemyślidka) iz češke vladarske dinastije Přemyslidov je bila po poroki z Vladislavom I. Hermanom v letih 1080–1086 poljska vojvodina žena, * okoli  1056/1058, Praga, Češka, †  25. december 1086, Plock, Poljska.
Judita je bila drug od štirih otrok vojvode in kasneje Vratislava II. Češkega in njegove žene Adelajde Ogrske. 

## Vojvodinja žena Poljske
Okoli leta 1080 se je poročila s poljskim vojvodom Vladislavom I. Hermanom, da bi utrdila očetovo nedavno sklenjeno češko-poljsko zavezništvo. Po besedah sodobnih kronistov je opravljala izjemno dobrodelno delo, pomagala potrebnim pomoči in skrbela za podanike in zapornike. Po skoraj petih letih zakona brez otrok se je začela kriza nasledstva:
Ker je bila neplodna, je vsak dan molila k Bogu s solzami in molitvami, se žrtvovala in plačevala dolgove, pomagala vdovam in sirotam, z zlatom in srebrom bogato obdarovala samostane in duhovnikom ukazala, naj molijo k svetnikom in Bogu, da bi dobila otroka.
10. junija 1085 sta Judita in njen mož prisostvovala kronanju njenega očeta Vratislava II. za prvega kralja Češke. Leto kasneje, 20. avgusta 1086, je rodila dolgo pričakovanega sina in dediča Boleslava Krivoustega. Od posledic poroda si ni opomogla in je še isto leto 25. decembra umrla. Pokopana je bila v stolnici Blažene Device Marije Mazovske v Plocku.

## Vir
- K. Jasiński: Rodowód pierwszych Piastów, Warsaw – Wrocław, 1992.

| Judita Češka PřemyslidiRojen: ok. 1056/1058 Umrl: 25. december 1086 |                                   |                           |
| Nazivi za člane kraljevske družine                                  |                                   |                           |
| Predhodnik: Višeslava Kijevska                                      | Vojvodinja žena Poljske 1080–1086 | Naslednik: Judita Švabska |